# 007 Racing
007 Racing é um jogo de corrida baseado na licença de James Bond. Ele foi desenvolvido pela Eutechnyx, publicado pela Electronic Arts e lançado em 21 de novembro de 2000 exclusivamente para o sistema PlayStation. O jogo marca a sétima aparição de Pierce Brosnan como James Bond; o jogo incluiu sua aparência mas não sua voz.

## Recepção
O jogo recebeu uma baixa resposta da crítica com 51/100 no Metacritic e 5,3/10 no GameSpot.